# Баткен
Батке́н — місто обласного значення в Киргизстані, центр Баткенської області, центр Баткенського району.
Населення 10 987 мешканців (перепис 1999). У місті є аеропорт.
Місто розташоване поблизу кордону з Таджикистаном.
Утворене у квітні 1934 року. З 1999 року обласний центр. Статус міста з 18 лютого 2000 року.
З 1 січня 2009 року Баткен є містом обласного значення.

## Клімат
Місто знаходиться у зоні, котра характеризується кліматом тропічних пустель. Найтепліший місяць — липень із середньою температурою 25.2 °C (77.4 °F). Найхолодніший місяць — січень, із середньою температурою -2.5 °С (27.5 °F).
| Клімат Баткена          | Клімат Баткена | Клімат Баткена | Клімат Баткена | Клімат Баткена | Клімат Баткена | Клімат Баткена | Клімат Баткена | Клімат Баткена | Клімат Баткена | Клімат Баткена | Клімат Баткена | Клімат Баткена | Клімат Баткена |
| Показник                | Січ.           | Лют.           | Бер.           | Квіт.          | Трав.          | Черв.          | Лип.           | Серп.          | Вер.           | Жовт.          | Лист.          | Груд.          | Рік            |
| Середня температура, °C | −2,5           | −0,4           | 6,4            | 13,9           | 18,6           | 23,1           | 25,2           | 23,4           | 18,6           | 12,1           | 5,5            | 0,2            | 12             |
| Норма опадів, мм        | 52.4           | 57.9           | 82.9           | 76.5           | 62.6           | 17.5           | 10.3           | 2.9            | 5.2            | 41             | 43.2           | 49.7           | 502.1          |
| Днів з опадами          | 7,7            | 8,3            | 9,9            | 9,5            | 8,8            | 4,3            | 2,6            | 1,5            | 1,9            | 5,2            | 6              | 7,2            | 72,9           |
| Вологість повітря, %    | 74.8           | 72.8           | 65.3           | 58.6           | 51.4           | 40.8           | 40.3           | 43.7           | 46.6           | 56.4           | 65.7           | 73.8           | 57.5           |
| ----------------------- | -------------- | -------------- | -------------- | -------------- | -------------- | -------------- | -------------- | -------------- | -------------- | -------------- | -------------- | -------------- | -------------- |
| Джерело: Weatherbase    |                |                |                |                |                |                |                |                |                |                |                |                |                |